# Dracula (roman)
Dracula is een gothic horrorverhaal uit 1897 in de vorm van een briefroman, geschreven door de Ierse schrijver Bram Stoker. De hoofdpersoon van het verhaal, Graaf Dracula, is een aristocratische vampier uit Transsylvanië. Dankzij het succes van het boek en de verfilmingen die er in de loop der jaren op werden gebaseerd, groeide de figuur van Dracula uit tot 's werelds bekendste vampier.

## Het verhaal
Dracula bestaat uit een aantal documenten (brieven, dagboekfragmenten enz.) waarin betrokkenen een gruwelijk verhaal vertellen rondom de Transsylvaanse graaf Dracula. Het verhaal begint in het voorjaar van 1893: de jonge Engelse advocaat Jonathan Harker reist naar Transsylvanië om formaliteiten rond de aankoop van een Londens landhuis af te handelen met de koper: ene graaf Dracula. Dracula is een grijsaard met een grote snor, enigszins puntige oren en scherpe tanden. Tijdens Harkers verblijf in Dracula's slot is hij getuige van een aantal gruwelijke gebeurtenissen waaruit hij leert dat de graaf op het bloed van mensen aast. Harker weet uiteindelijk uit het slot te ontsnappen en belandt met een zenuwinzinking in een ziekenhuis in Boedapest. De graaf is intussen afgereisd naar Engeland.
In Engeland landt een spookschip op de kust bij Whitby. Een hond gaat aan land en verdwijnt naar het kerkhof. In de dagen die volgen ontwikkelt de vrouw Lucy Westenra de merkwaardige gewoonte om 's nachts slaapwandelend hetzelfde kerkhof te bezoeken. Ze wordt steeds bleker en lustelozer en wordt uiteindelijk in Londen in een ziekenhuis opgenomen. Lucy's vrienden proberen ondertussen om het raadsel van Lucy's mysterieuze conditie op te lossen. Deze vrienden zijn Lucy's vriendin Mina, die verloofd is met de al eerder vermelde Jonathan Harker, de arts John Seward (die eigenaar is van een inrichting), Quincey Morris en Arthur Holmwood. Mina ontvangt bericht dat Jonathan in een ziekenhuis in Boedapest ligt, en besluit hem op te zoeken. Ondertussen roept Seward de hulp in van zijn mentor, de Amsterdamse arts en vampierjager Abraham van Helsing. Hij voorziet de groep waar nodig van achtergrondinformatie over vampiers in het algemeen en graaf Dracula in het bijzonder. Hij concludeert al snel dat Lucy’s conditie het gevolg is van een vampierbeet, maar hij is te laat om haar te redden. Hij weet echter uit ervaring dat Lucy nu zelf een vampier zal worden. De rest van de groep weigert dit aanvankelijk te geloven, maar dan komen er steeds meer berichten over kinderen die beweren aangevallen te zijn door een dame die sprekend lijkt op Lucy. Seward en Van Helsing sporen Lucy op en vernietigen haar door een staak door haar hart te slaan.
Mina en Jonathan keren terug uit Boedapest. Ze zijn inmiddels getrouwd. Gezamenlijk begint de groep de jacht op de vampier die Lucy heeft gebeten. Al snel verdenken ze Dracula. Van Helsing ontdekt ook dat de graaf vroeger een prins was die de Turken versloeg (de enige verwijzing naar Vlad Ţepeş in het verhaal). Dracula weet dat de groep op hem jaagt en neemt wraak door Mina tot zijn volgende slachtoffer te maken. Mina verandert langzaam in een vampier waardoor de tijd dringt. Van Helsing ontdekt dat Mina telepathisch met Dracula is verbonden en gebruikt dit gegeven om Dracula’s schuilplaats te vinden.
Dracula kan ontsnappen aan zijn achtervolgers en besluit terug te vluchten naar Transsylvanië, op de hielen gezeten door Van Helsing, Seward, Morris en Holmwood. Dracula roept de hulp in van een groep zigeuners om hem terug naar zijn kasteel te brengen. Net buiten het kasteel komt het tot een veldslag tussen beide groepen. In de strijd slaagt Morris erin Dracula te doden door hem in zijn hart te raken met een mes. De vampier vergaat tot stof. Met zijn dood wordt zijn macht over Mina verbroken en is het gevaar dat ze een vampier zal worden verdwenen. Morris sterft echter aan de verwondingen die hij in het gevecht heeft opgelopen.
De eerste zoon van Jonathan en Mina wordt Quincey genoemd, naar hun Amerikaanse vriend.

## Achtergrond

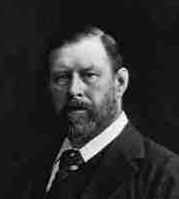
Bram Stoker in 1906

Met Dracula borduurde Stoker voort op de traditie van de aristocratische vampier die in 1819 was ingezet door John William Polidori met het verhaal The Vampyre.
Stoker schreef van maart 1890 tot april 1896 aan Dracula. Naar eigen zeggen zou hij het idee voor Dracula door een nachtmerrie gekregen hebben, na een te overvloedige maaltijd in de befaamde Londense Beefsteak Room. Het echte opzoekwerk begon hij in het vissersdorpje Whitby in Yorkshire, waar hij vanaf 1885 regelmatig verbleef. In de bibliotheek van Whitby vond hij een reisgids uit 1820: An Account of the Principalities of Wallachia and Moldavia van William Wilkinson over een bloeddorstige 15e-eeuwse koning van Walachije (nu een deel van Roemenië). Stoker, die zijn hoofdpersoon aanvankelijk Graaf Wampyr noemde, noteerde dat volgens deze reisgids Dracula Roemeens is voor duivel. Omdat de passage waarin deze informatie voorkomt gaat over de historische figuur Vlad Ţepeş, bijgenaamd Dracula, wordt weleens gesuggereerd dat Stoker zijn Dracula op de griezelverhalen rondom Ţepeş baseerde. De historische Vlad 'Dracula' had echter geen associatie met vampiers en weinig verband met Transsylvanië, hoewel hij ook daar invallen leidde en spietsing gebruikte om zijn wil op te leggen.
Een andere, vaak door critici genoemde mogelijke inspiratiebron, is de verering van de jonge Bram Stoker voor de charismatische acteur Henry Irving. Hun relatie zou te vergelijken zijn geweest met die van de bescheiden advocaat Jonathan Harker met de imponerende Graaf Dracula.
Bram Stokers interesse in vampieren dateert hoe dan ook minstens van 1872, toen zijn collega-Dubliner Sheridan Le Fanu Carmilla publiceerde, een meeslepend verhaal over lesbisch vampirisme.

## Receptie
Toen het boek in 1897 werd gepubliceerd was het niet meteen een bestseller. Wel ontving het boek goede kritieken. Een recensent van de Daily Mail gaf Stoker een hogere waardering dan Mary Shelley en Edgar Allan Poe.
Volgens literaire historici Nina Auerbach en David Skal sloeg Dracula meer aan bij latere lezers dan bij Bram Stokers tijdgenoten. De meeste mensen uit het Victoriaanse tijdperk beschouwden Dracula gewoon als een goed avonturenverhaal. Pas later kreeg het zijn bekende status als horrorklassieker. Toch waren er ook een aantal Victorianen die het boek wel al omschreven als de klassieker die het nu is. De Daily Mail-recensie van 1 juni 1897 noemde het boek een goed voorbeeld van gothic horror:
"In seeking a parallel to this weird, powerful, and horrorful story our mind reverts to such tales as The Mysteries of Udolpho, Frankenstein, The Fall of the House of Usher ... but Dracula is even more appalling in its gloomy fascination than any one of these."
In de Verenigde Staten kwam het boek na de originele uitgave in het publiek domein terecht doordat Stoker niet de juiste procedure voor het aanvragen en verkrijgen van de auteursrechten had gevolgd. In andere landen kwam het boek in april 1962 in het publiek domein.

## Thema’s
Dracula is een briefroman, geschreven als een verzameling van brieven, telegrammen en dagboekaantekeningen van de hoofdpersonen, en krantenknipsels uit onder andere de Whitby en enkele Londense kranten. Deze manier van schrijven werd toen Dracula verscheen reeds beschouwd als ouderwets. Bram Stoker gebruikte de schrijfwijze echter daar hij vond dat het meer diepgang gaf aan het verhaal, en het hem in staat stelde het verhaal vanuit het perspectief van alle personages te vertellen zonder een alwetende verteller-stijl te hoeven gebruiken. Tevens hoefde hij op deze manier niet vooraf al te verraden welke personages het verhaal wel of niet zouden overleven.
Dracula kan worden gezien als een roman over de worsteling tussen traditie en modernisatie tijdens het fin de siècle. Er zijn in het verhaal duidelijk referenties naar veranderingen in het toentertijd traditionele gedragspatroon. Zo is Mina Harker een moderne zelfstandige vrouw.
Stokers roman behandelt het conflict tussen de wereld van het verleden — vol met folklore, legendes en religie — en de moderne wereld met technologie, positivisme en secularisme. Vooral het personage Van Helsing is hiervan een voorbeeld. Hij gebruikt, zeker voor die tijd, moderne hulpmiddelen zoals bloedtransfusie, maar hij gelooft nog wel in het bestaan van bovennatuurlijke wezens. Geen van de personages in het boek verwerpt echter de wetenschap of geeft de voorkeur aan religie of bijgeloof.

## Films en andere bewerkingen
Dracula is een van de meest verfilmde verhalen ter wereld. Hier worden enkel de bekendste films vermeld.
De eerste op Dracula gebaseerde speelfilm was Nosferatu, eine Symphonie des Grauens van Friedrich Wilhelm Murnau uit 1922, met Max Schreck in de rol van de vampier. Omdat de studio Prana Film niet de rechten had het boek te verfilmen, oordeelde de rechter dat Nosferatu inbreuk maakte op het auteursrecht van de erven Bram Stoker. Alle kopieën van de film moesten worden vernietigd. Omdat kopieën van de film al op grote schaal waren verspreid, bleek dit slechts gedeeltelijk mogelijk. Nosferatu leeft hierdoor tot op de huidige dag voort als een filmklassieker. In 1979 regisseerde Werner Herzog een remake van de film. Deze werd gedeeltelijk in de Nederlandse plaatsen Delft en Schiedam opgenomen. De film Shadow of the Vampire (2000) is een fictief verslag van het maken van de eerste Nosferatu-film, waarin de legendarische verhalen rondom acteur Max Schreck alle ruimte krijgen (De mysterieuze Schreck scheen destijds zo in zijn rol op te gaan dat sommigen aannamen dat hij werkelijk een vampier was.)
In 1931 verscheen de film Dracula van regisseur Tod Browning met in de hoofdrol Béla Lugosi. Bovendien met een andere tegelijkertijd interessante Spaanse versie Drácula van regisseur George Melford met in de hoofdrol Carlos Villarias. In deze films kreeg de vampier gentlemanachtige trekjes. Het scenario van de film was grotendeels gebaseerd op een theaterbewerking die John Balderston en Hamilton Deane al in 1927 van Stokers roman hadden gemaakt.
Vanaf 1956 speelde Christopher Lee de rol van de graaf in diverse films voor Hammer Films. Deze reeks begon met Dracula in 1958.
Francis Ford Coppola maakte in 1992 onder de titel Bram Stoker's Dracula zijn filmversie van het vampierverhaal.
In 2005 werd er een film gemaakt over de beroemde vampierjager: Van Helsing. Daarin speelt Dracula een belangrijke rol. Dracula heeft in deze film drie bruiden: Aleera, Verona en Marishka. Hij wil zijn nakomelingen eeuwig leven geven.
Behalve veel films zijn er ook veel toneelstukken gebaseerd op het verhaal. In 2005 bracht bijvoorbeeld Music Hall in Antwerpen een musicalversie van Dracula op de planken, geproduceerd door Geert Allaert. De musical werd op de Vlaamse Musical Awards 2006 met vier prijzen bekroond: Hans Peter Janssens (beste mannelijke hoofdrol), Jaak Van den Velde (lichtontwerp), Frank Van Laecke (regie), Allard Blom (vertaling).

## Vervolgen
In 1914, twee jaar na Stokers dood, verscheen het korte verhaal Dracula's Guest. Dit verhaal was oorspronkelijk al geschreven als onderdeel van het manuscript van Dracula, maar weggelaten daar de uitgever vond dat het niks toevoegde aan het verhaal. Het verhaal gaat over een naamloze Britse reiziger (mogelijk Jonathan Harker) die door München zwerft voor hij afreist naar Transsylvanië. Daar dit verhaal zich chronologisch afspeelt tijdens het boek, wordt het niet als een vervolg gezien maar als een toevoeging.
Een officieel vervolg op Dracula is nooit door Stoker geschreven. Veel schrijvers hebben sinds het boek in het publiek domein valt wel hun eigen vervolgverhalen geschreven. Een van de recentste is Dracula de ondode, geschreven door Stokers achterneef Dacre Stoker en Ian Holt in 2009. Dit boek was mede een poging van de familie Stoker om weer deels grip te krijgen op het originele boek.

## Nederlandse vertalingen
- Bram Stoker, Dracula, vert. door Piet Verhagen, Amsterdam: Mynx, 2009. ISBN 978-90-8968-175-1
- Bram Stoker, Dracula, vert. door Else Hoog, Amsterdam: Van Ditmar, 1968.
- Bram Stoker, Dracula, vert. door Jeannette Wink-Nijhuis, Amsterdam: Van Holkema en Warendorf, 1928.

## Voetnoten
1. ↑  Cited in Paul Murrays From the Shadow of Dracula: A Life of Bram Stoker 2004. p. 363-4
2. ↑  Nina Auerbach and David Skal, editors. Dracula. Norton Critical Edition. 1997. ISBN 0393970124. Preface, first paragraph.
3. ↑  Richard Dalby (1986) Bram Stoker in The Penguin Encyclopedia of Horror and the Supernatural
4. ↑  Citaat uit Nina Auerbach en David Skal, editors, Dracula, Norton Critical Edition, 1997, p. 363-4
5. ↑  Leonard Wolf, Introduction to the Signet Classic Edition, 1992